# Meximia decolorata
Meximia decolorata là một loài bọ cánh cứng trong họ Cerambycidae.